# 1193
1193 (MCXCIII) var ett normalår som började en fredag i den julianska kalendern.

## Händelser

### Okänt datum
- Ingeborg, dotter till Valdemar den store av Danmark, gifter sig med kung Filip II August av Frankrike.
- Jindrich Bretislav III blir kung av Böhmen.
- Ayodhya erövras av muslimerna.
- Rikard I Lejonhjärta återvänder från korstågen till England.
- Valdemar Sejr tillfångatar biskop Valdemar vid Aabenraa.

## Födda
- Altheides, cypriotisk filosof.

## Avlidna
- Hugo, hertig av Burgund.
- Saladin, saracensk härförare.
- Eufrosyne av Kiev, ungersk drottning.